# Резолюция 97 на Съвета за сигурност на ООН
Резолюция 97 на Съвета за сигурност на ООН е приета на 30 януари 1952 г.
Като взема предвид предложенията, съдържащи се в точка 2 на Резолюция 502 (VI) на Общото събрание на ООН от 11 януари 1952 г., с Резолюция 97 Съветът за сигурност постановява да бъде разпусната Комисията за конвенционалните оръжия към ООН.
В отчетите на заседанието няма данни за гласуването на резолюцията.